# Сент Олбанс (Западна Вирџинија)
Сент Олбанс (енгл. St. Albans) град је у америчкој савезној држави Западна Вирџинија.

## Демографија
По попису из 2010. године број становника је 11.044, што је 523 (-4,5%) становника мање него 2000. године.
| Група             | 2000.          | 2010.          |
| Белци             | 10.979 (94,9%) | 10.322 (93,5%) |
| Афроамериканци    | 329 (2,8%)     | 377 (3,4%)     |
| Азијати           | 50 (0,4%)      | 52 (0,5%)      |
| Хиспаноамериканци | 73 (0,6%)      | 90 (0,8%)      |
| Укупно            | 11.567         | 11.044         |